# Ágnes Szendrei
Ágnes Szendrei () é uma matemática húngaro-estadunidense, cuja pesquisa diz respeito a clones, o problema da rede de congruência e outros tópicos em álgebra universal. É professora de matemática na Universidade do Colorado em Boulder, autora do livro Clones in Universal Algebra (1986).
Szendrei obteve um doutorado da Academia de Ciências da Hungria em 1982, com habilitação em 1993. Sua tese de 1982, Clones of Linear Operations and Semi-Affine Algebras, foi orientada por Béla Csákány. Foi membro do corpo docente da Universidade de Szeged de 1982 até 2003, quando foi para a Universidade do Colorado.
É bolsista da Fundação Alexander von Humboldt. Recebeu o Prêmio Kató Rényi para pesquisa de graduação em 1975, o Prêmio Comemorativo Géza Grünwald para jovens pesquisadores da Sociedade Matemática János Bolyai em 1978, e o Anel de Ouro da República em 1979. Recebeu o Prêmio Paul Erdős de 1991 da Academia de Ciências da Hungria e o Prêmio Farkas Bolyai da Academia.